# Município Balombo
Município Balombo är en kommun i Angola.   Den ligger i provinsen Benguela, i den västra delen av landet, 500 km söder om huvudstaden Luanda.
I omgivningarna runt Município Balombo växer huvudsakligen savannskog. Runt Município Balombo är det ganska glesbefolkat, med 24 invånare per kvadratkilometer.